# Dagny Juel
Dagny Juel gift Przybyszewska, född 8 juni 1867 i Kongsvinger, död 5 juni 1901 i Tbilisi, Georgien var en norsk författare och kulturarbetare.
1892 reste hon för första gången till Berlin, där hon träffade den polske författaren Stanisław Przybyszewski på Zum schwarzen Ferkel. Juel, som beskrivs som kotteriets femme fatale, hade även ett förhållande med August Strindberg i tre veckor och till Bengt Lidforss. Strindberg blev därefter hatisk mot henne och kallade henne luder, hora och Aspasia i sina brev. Przybyszewski kallade han för Polen.
Juel gifte sig med Przybyszewski 1893, med vilken hon fick två barn, Zenon och Ivi, som efter mordet på Dagny omhändertogs av hennes systrar. Syskonen blev sedermera sammanförda och adopterade av Wilhelm Westrup och hans fru Gudrun f. Juel.
Åren mellan 1893 och 1898 bodde paret i Berlin och Kongsvinger och reste runt mycket i Europa. De hade nära kontakt med många europeiska konstnärer och författare. 
År 1898 flyttade paret till Krakow. Nyårsdagen 1900 lämnade Juel sin otrogne make och åkte tillsammans med sin älskare Wincenty Korab Brzozowski från staden. Makarna var separerade i över ett år. 1901 blev de tillsammans igen, även om Stanisław fortsatte ha ett förhållande med sin älskarinna Jadwiga Kasprowicz. Dagny och Stanisław flyttade tillsammans till Warszawa. En ung beundrare som de hade känt redan från tiden i Kraków, Władysław Emeryk, bjöd in hela Przybyszewski-familjen till Tiflis (nuvarande Tbilisi i Georgien). Dagny, Zenon och Emeryk åkte dit först, medan Stanisław lovade att komma några dagar senare tillsammans med dottern. Det hann han aldrig då Dagny blev ihjälskjuten av Emeryk, som en stund senare begick självmord den 5 juni 1901. Det hela var ett svartsjukedrama.

## Böcker
- Den sterkere (drama, 1895)
- Ravnegård (drama)
- Når solen går ned (drama)
- Synden (drama)
- Rediviva (novelle)
- Dessutom fem prosalyriska texter, 14 dikter och en studie (på tyska) om Theodor Kittelsen